# Раул од Домфрона
Раул од Домфрона (умро око 1146) је био антиохијски патријарх од 1135. године до 1140. године. 

## Биографија
Раул је рођен у Домфрону у северној Нормандији. Антиохијски патријарх постао је 1135. године. Кнежевина Антиохија у то време није имала мушког владара. Фулк, краљ Јерусалима, вршио је регентску функцију у име малолетне Констанце, ћерке претходног краља Балдуина II. Ту је била и Алиса Антиохијска, старија ћерка Балдуина II, која је 1129. године подигла неуспешну побуну против свог оца. Он јој је тада одузео управу над градом и поверио ју је својој млађој кћери. Раул је наследио Бернара од Валенсије. Гијом из Тира представио је Раула као сировог и надменог човека, потпуно окренутог овоземаљском свету. Више је личио на витеза него на свештеника. Раул није тражио од папе посвећење. Уместо да се измири са каноницима своје заједнице, Раул их је затварао у тамнице и протеривао из земље.За кратко време је постао готово и световни владар Антиохије. Антиохијски барони су, кришом од Алисе и Бернара, послали позив у помоћ краљу Фулку тражећи да пронађе мужа Констанци Антиохијској. Краљ им је предложио млађег сина, грофа Ремона од Поатјеа. Он је тада имао 30 година. 
Понашајући се као да је потпуно раван Ремону, Раул је тражио поделу суверености над Антиохијом. За узврат је обећао да ће средити ствари са Алисом. Ремон је пристао на његове услове. Раул је одржао реч и Алиси је саопштио да се Ремон ћели оженити њом, а не Констанцом. Алиса се није опирала и одмах је Ремону предала кнежевину. Међутим, на сам дан венчања сазнала је да се Ремон управо оженио Констанцом, а да је обред извршио сам патријарх Раул. Алиса се повукла у Латакију. 
Савез између Ремона и Раула није дуго потрајао. Ремон је ступио у везу са Римом и утицао је на то да се поново покрену избори за патријарха. Раул је због тога отпутовао у Италију и убедио папу да га остави на положају. Папа је био одушевљен Рауловим говором и чак му је опростио све грехе. Међутим, по повратку у Антиохију, Раул је наставио са својом политиком прогона свештенства. Папа је послао свог изасланика, Алберика од Бовеа, бискупа Остије. Он је спровео истрагу и уклонио Раула са тог положаја. Раул се забарикадирао у патријаршији са својим наоружаним људима. Тиме је изазвао побуну против папства и световне власти. Отеран је насилним путем 1139. године.